# Margret Honroth
Margret Honroth (* 2. August 1937 in Bonn; † 7. August 2020 ebenda) war eine deutsche Klassische Archäologin.

## Werdegang
Margret Honroth wurde im Juli 1966 an der Universität Bonn bei Ernst Langlotz promoviert. Thema ihrer Dissertation war Stadtrömische Girlanden. Ein Versuch zur Entwicklungsgeschichte römischer Ornamentik. 1967 bis 1968 war sie Volontärin am Württembergischen Landesmuseum in Stuttgart. Hier wurde sie anschließend neben der Frühgeschichtlerin Rotraut Wolf eine der beiden ersten fest angestellten Archäologinnen. 1971 wurde sie Leiterin der Antikensammlung des Museums, 1972 wurde sie als Konservatorin verbeamtet. Sie blieb bis zu ihrer Pensionierung 2002 am Museum, zuletzt im Range einer Oberkonservatorin.
Die von Honroth betreute Stuttgarter Sammlung war zunächst eine nur eingeschränkt zugängliche Studiensammlung, die im Verwaltungstrakt untergebracht war. Sie setzte sich erfolgreich für die Vergrößerung der Sammlung ein und konnte auch eine Integration in die Dauerausstellung im Alten Schloss erreichen. Diese wurde zum 31. Januar 1986 im zweiten Obergeschoss eröffnet. Daneben kuratierte sie eine kleine Zahl an Sonderausstellungen. Die bedeutendste dabei war „Frühes Glas der Alten Welt aus der Sammlung Ernesto Wolf“ im Jahr 1994/95. 
Honroth hatte bereits unmittelbar nach ihrer Dissertation antikes Glas aus Pergamon bearbeitet. Davon angeregt, beschäftigte sie sich verstärkt mit antikem Glas, was zu ihrem Spezialgebiet werden sollte. Hinzu kam die Betreuung der antiken Gläsern aus der Sammlung Ernesto Wolf. Nach ihrer Pensionierung erarbeitete sie einen Katalog der antiken Glasbestände aus Altbesitz des Landesmuseums ohne die Objekte der Sammlung Wolf, die von anderen Bearbeitern publiziert wurden. Honroth hatte dazu noch bis 2007 einen festen Arbeitsplatz im Schloss, den sie zum Teil sieben Tage in der Woche aufsuchte, um daran zu arbeiten. Ihre letzten Jahre verbrachte sie in ihrer Heimatstadt Bonn. 

## Publikationen
- Stadtrömische Girlanden. Ein Versuch zur Entwicklungsgeschichte römischer Ornamentik (= Sonderschriften des Österreichischen Archäologischen Instituts. Band 17). Österreichisches Archäologisches Institut, Wien 1971.[3]
- Übersetzung: Richard V. Nicholls: Antike Tonfiguren. Katalog zur Ausstellung der Sammlung Chesterman. Kestner-Museum und Dresdener Bank, Hannover und Stuttgart 1978.
- Eine frühe Duris-Schale in Stuttgart. In: Bettina von Freytag-Löringhoff, Dietrich Mannsperger, Friedhelm Prayon (Hrsg.): Praestant interna. Festschrift für Ulrich Hausmann. Wasmuth, Tübingen 1982, S. 221–229.
- Jackob Linckh, ein Griechenland-Reisender des frühen 19. Jahrhunderts aus Cannstatt. In: Griechen und Deutsche. Bilder vom anderen. Württembergisches Landesmuseum, Stuttgart 1982, S. 37–49.
- Glas. In: Doris Pinkwart, Wolf Stammnitz (Hrsg.): Peristylhäuser westlich der Unteren Agora (= Altertümer von Pergamon. Band 14). De Gruyter, Berlin 1984, S. 149–160.[4]
- mit Jutta Fischer, Ulrich Hübinger, Heide Mommsen: Antikensammlung. Zusammenstellung der Texte zur Ausstellung. Württembergisches Landesmuseum, Stuttgart 1988.
- Zur Sammlungsgeschichte. In: Volker Michael Strocka: Römische Fresken in der Antikensammlung des Württembergischen Landesmuseums (= Führer und Bestandskataloge der Archäologischen Sammlungen des Württembergischen Landesmuseums. Band 1). Theiss, Stuttgart 1991, ISBN 978-3-8062-1010-1, S. 7–8.
- Frühes Glas der Alten Welt (1600 v.Chr. – 70 n.Chr.). Aus der Sammlung Ernesto Wolf; Texte zur Ausstellung; Württembergisches Landesmuseum Stuttgart 29.6.1994–5.2.1995; Kestner-Museum Hannover 1.3.–28.5.1995; Kunstmuseum Düsseldorf 9.6.–10.9.1995. Württembergisches Landesmuseum, Stuttgart 1994.
- Frühes Glas der Alten Welt. Sammlung Ernesto Wolf im Württembergischen Landesmuseum Stuttgart. In: Antike Welt. 25, 1994, S. 365–367.
- Antike. In: Kunst im Alten Schloß. Theiss, Stuttgart 1998, ISBN 978-3-8062-1198-6, S. 40–51.
- Vom Luxusobjekt zum Gebrauchsgefäß. Vorrömische und römische Gläser (= Sammlungen des Landesmuseums Württemberg, Stuttgart. Band 3). Landesmuseum Württemberg, Stuttgart 2007, ISBN 978-3-929055-68-9.